# 本泉莉奈
本泉 莉奈（ほんいずみ りな、1993年2月4日 - ）は、日本の女性声優。福島県出身。81プロデュース所属。

## 経歴
高校生時代に声優を志し、東京アニメーションカレッジ専門学校声優学科に入学。2013年3月に同校を卒業し、81プロデュースに所属する。
2019年3月9日、第13回声優アワードにて新人女優賞を受賞。

## 人物
趣味はギター、ダンス。
演じてみたいキャラクターとしてミステリアスな少女を、自身に似ているキャラクターとして『美少女戦士セーラームーン』の土萠ほたるを、それぞれ挙げている。

## 出演
太字はメインキャラクター。

### テレビアニメ
2013年
- たまごっち! みらくるフレンズ（お客）
- デュエル・マスターズ ビクトリーV3（先生）
- キルラキル（客）

2014年
- そにアニ -SUPER SONICO THE ANIMATION-（バイトちゃん、クライアント、女生徒C、女の子B、母猫、サンタガールA）
- テンカイナイト（クラスメイト）
- ハナヤマタ（生徒、イベントスタッフ、観客）

2015年
- 境界のRINNE（2015年 - 2017年、六道りんね〈少年時代〉、猫田母 他） - 3シリーズ
- 放課後のプレアデス（生徒A）

2016年
- 美少女戦士セーラームーンCrystal Season III（ビリユイ）
- クオリディア・コード（アナウンス、生徒）
- TRICKSTER -江戸川乱歩「少年探偵団」より-（2016年 - 2017年、ピッポ、辻ともえ）

2017年
- 弱虫ペダル シリーズ（2017年 - 2018年、女子生徒、観客） - 2シリーズ
- BanG Dream!（川端真結、水村楓）
- トミカハイパーレスキュー ドライブヘッド 機動救急警察（ハルカ、女子、幼児、女性、少女、店員、リカ）
- 笑ゥせぇるすまんNEW（同僚女性）
- THE REFLECTION（女子高生3、若いアレン）
- ボールルームへようこそ（千夏の友達B、女子）
- お見合い相手は教え子、強気な、問題児。（斉川菜乃） - 通常版
- UQ HOLDER! 〜魔法先生ネギま!2〜（メグ）
- フューチャーカード バディファイトX（子供B）
- 十二大戦（門下生、女子生徒）

2018年
- アイカツスターズ!（女の子、スタッフ）
- BEATLESS（店員hIE）
- HUGっと!プリキュア（2018年 - 2019年、薬師寺さあや / キュアアンジュ）
- ポチっと発明 ピカちんキット（女子A）
- イナズマイレブン アレスの天秤（2018年 - 2019年、取り巻き女子） - 2シリーズ
- 多田くんは恋をしない（女子生徒）
- ヲタクに恋は難しい（成海の同級生、スタボ店員1）
- 音楽少女（シュープの母）
- 夢王国と眠れる100人の王子様（街の人B）
- メルクストーリア -無気力少年と瓶の中の少女-（ケセセラ）
- 抱かれたい男1位に脅されています。（エキストラB）
- 中間管理録トネガワ（看護師）
- 転生したらスライムだった件（ピリノ）
- ゾンビランドサガ（2018年 - 2021年、右川） - 2シリーズ
- ベルゼブブ嬢のお気に召すまま。（女の子）
- カードファイト!! ヴァンガード（2018年 - 2020年、伊吹コウジ〈幼少期〉） - 3シリーズ

2019年
- かぐや様は告らせたい〜天才たちの恋愛頭脳戦〜（2019年 - 2022年、女子生徒B、ギガ子、メガ子） - 3シリーズ
- えんどろ〜!（村人）
- 賢者の孫（シシリー＝フォン＝クロード）
- からかい上手の高木さん2（女子A）
- 女子高生の無駄づかい（女生徒）
- ドラえもん（テレビ朝日版第2期）（女子B）
- ダンジョンに出会いを求めるのは間違っているだろうかII（娼婦）
- 食戟のソーマ シリーズ（2019年 - 2020年、女子生徒、女子生徒B） - 2シリーズ
- ライフル・イズ・ビューティフル（2019年 - 2020年、射場長）

2020年
- プランダラ（陽菜）
- とある科学の超電磁砲T（女の子）
- 異種族レビュアーズ（ランベルト）
- かくしごと（看護士A、女、女性B、女の子A、窓口係 他）
- メジャーセカンド（熊田先生）
- 球詠（大村白菊）
- 社長、バトルの時間です!（OL）
- ハクション大魔王2020（TVレポーター）
- A3!（通行人）
- Lapis Re:LiGHTs（ナデシコ）
- ガル学。〜聖ガールズスクエア学院〜（アイクレア、観客）
- キラッとプリ☆チャン（ネコミ）
- 体操ザムライ（荒垣玲）
- ゴールデンカムイ（紅子）
- ご注文はうさぎですか? BLOOM（女の子）
- ラブライブ!虹ヶ咲学園スクールアイドル同好会 - 2シリーズ

2021年
- アイカツプラネット!（ファン）
- やくならマグカップも（青木十子） - 2シリーズ
- フルーツバスケット（卒業生）
- 現実主義勇者の王国再建記（女性）
- ラブライブ!スーパースター!!（2021年 - 2024年） - 2シリーズ
- うらみちお兄さん（ピュワピンク）
- かげきしょうじょ!!（マネージャー、須内えみり）
- ぼくたちのリメイク（橋場マキ）
- NIGHT HEAD 2041（保育園女児A）

2022年
- ふしぎ駄菓子屋 銭天堂（古瀬川りこ）
- 平家物語（伊子〈建礼門院右京大夫〉）
- ぷちセカ（日野森雫）
- ようこそ実力至上主義の教室へ（2022年 - 2024年、森寧々） - 2シリーズ
- 異世界迷宮でハーレムを（ベスタ）
- 後宮の烏（宮女B）

2023年
- お隣の天使様にいつの間にか駄目人間にされていた件（女子生徒）
- クールドジ男子（女子高生）
- 永久少年 Eternal Boys（カオル、女性客）
- もののがたり（女の子）
- MIX MEISEI STORY 2ND SEASON 〜二度目の夏、空の向こうへ〜（アナウンス）
- この素晴らしい世界に爆焔を!（ぽりたん）
- 異世界召喚は二度目です（ミネコ）
- 僕の心のヤバイやつ（咲良）
- AYAKA -あやか-（女子生徒A、女子生徒）
- AIの遺電子（ケーキ屋の店員）
- ホリミヤ -piece-（女子生徒A）
- 七つの魔剣が支配する（イヴリン＝オーデッツ）
- あやかしトライアングル（妖）
- アイドルマスター ミリオンライブ！（ソフト部キャプテン）
- 絆のアリル（生徒A）

2024年
- 俺だけレベルアップな件（2024年 - 2025年、観月絵里） - 2シリーズ
- 火狩りの王（真炭）
- ゆるキャン△ SEASON3（母親）
- 烏は主を選ばない（あせび）
- Unnamed Memory（2024年 - 2025年、ネフェリィ） - 2シリーズ
- 菜なれ花なれ（シスター）
- 魔法使いになれなかった女の子の話（先輩B）
- きのこいぬ（ファンの女性、看護師）
- 来世は他人がいい（友人たち）

2025年
- トリリオンゲーム（女子学生）
- アン・シャーリー（プリシラ・グラント）
- ざつ旅-That's Journey-（女子5人組）
- ブスに花束を。（森智子）
- New PANTY & STOCKING with GARTERBELT（生徒、司会者B）

### 劇場アニメ
2018年
- 映画 プリキュアスーパースターズ!（薬師寺さあや / キュアアンジュ）
- 映画 HUGっと!プリキュア♡ふたりはプリキュア オールスターズメモリーズ（薬師寺さあや / キュアアンジュ）

2019年
- 映画 プリキュアミラクルユニバース（薬師寺さあや / キュアアンジュ）
- LAIDBACKERS-レイドバッカーズ-
- 歎異抄をひらく（アサ）

2020年
- 映画 プリキュアミラクルリープ みんなとの不思議な1日（薬師寺さあや / キュアアンジュ）
- 映画 えんとつ町のプペル（ドロシー、クレア）

2021年
- 劇場編集版 かくしごと -ひめごとはなんですか-
- フラ・フラダンス（せり）

2022年
- 映画 ゆるキャン△（家族客 娘）

2023年
- 映画 プリキュアオールスターズF（薬師寺さあや / キュアアンジュ）

2024年
- ウマ娘 プリティーダービー 新時代の扉（泉本奈々）

2025年
- 劇場版プロジェクトセカイ 壊れたセカイと歌えないミク（日野森雫）

### OVA
- 12歳。（2015年、女子2） - 『ちゃお』2015年1月号付録
- からかい上手の高木さん（2018年、カップル女性1） - コミックス第9巻OVA付き特別版

### Webアニメ
- モンスターストライク（2019年、子供2）
- 斉木楠雄のΨ難 Ψ始動編（2019年、女子生徒B）
- 愛姫MEGOHIME（2020年 - 2021年、聖アサヒ[34]）
- ベイブレードバースト ダイナマイトバトル（2021年 - 2022年、翠龍ハンナ、中田トオル）
- 賭ケグルイ双（2022年、花手毬つづら[35]）
- ウマ娘 プリティーダービー ROAD TO THE TOP（2023年、実況）
- MORE MORE JUMP!  - Journey to Bloom『HOPE』（2023年、日野森雫）
- グリム組曲（2024年）
- T・Pぼん（2024年、ニーシュ）

### ゲーム
2013年
- ブレイブリーデフォルト プレイングブレージュ（キューリ・オブリージュ）

2014年
- 俺タワー -Over Legend Endless Tower-（マイナスドライバー、ウォーターポンププライヤー、ソケットレンチ、ピッケル）
- 白猫プロジェクト（ソフィ、ヴィルフリートの妻）
- ハナヤマタ よさこいLIVE!

2015年
- 戦国姫譚MURAMASA-雅-（橋本一巴、薄田兼相、由比正信）

2016年
- あんさんぶるガールズ!!（熊沢ひめの）
- クイズRPG 魔法使いと黒猫のウィズ（イスルギ・ユスラウメ）
- ソウルリバース ゼロ（妲己、ジャンヌ・ダルク、グリムゲルデ）
- 刻のイシュタリア（驚嘆魔導博士ロジャー、リュカオン）
- フィリスのアトリエ 〜不思議な旅の錬金術士〜（メア・ホルトハウス）

2017年
- デスティニーチャイルド（セレーネ）

2018年
- グリムノーツ Repage（赤い靴のカーレン）
- 征戦!エクスカリバー（副生徒会長エミリア）
- 天華百剣-斬-（鶴丸国永）
- なりキッズパーク HUGっと!プリキュア（薬師寺さあや / キュアアンジュ）
- プリキュア つながるぱずるん（薬師寺さあや / キュアアンジュ）
- レイヤードストーリーズ ゼロ（メンテル）

2019年
- 逆転オセロニア（ヴェルトリンデ）
- ネルケと伝説の錬金術士たち 〜新たな大地のアトリエ〜（ネルケ・フォン・ルシュターム）
- アトリエオンライン 〜ブレセイルの錬金術士〜（ネルケ）
- 荒野のコトブキ飛行隊 大空のテイクオフガールズ!（ラムダ）
- モンスターストライク（2019年 - 2022年、ミネルヴァ、フォレミス）

2020年
- メイプルストーリー（イデア）
- 絵師神の絆（ロビタ）
- ブリガンダイン ルーナジア戦記（イエナ・シズラー）
- 戦国RENKA ズーム！（濃姫、愛姫）
- プロジェクトセカイ カラフルステージ! feat. 初音ミク（2020年 - 2024年、日野森雫）

2021年
- BLAZBLUE ALTERNATIVE DARKWAR（シエル＝サルファー）
- アクション対魔忍（芽花村うらる）
- 探偵撲滅（被虐探偵）
- ラチェット&クランク パラレル・トラブル（リベット）
- フィギュアストーリー（メイ）
- クラッシュフィーバー（ガリレオ&ガリレイ）
- ラピスリライツ 〜この世界のアイドルは魔法が使える〜（ナデシコ）

2023年
- えとはなっ!〜干支っ娘・花札バトル〜（狐塚トウカ）

2024年
- ユニコーンオーバーロード（セルヴィ）
- 機兵とドラゴン（シュバルツ）
- 俺だけレベルアップな件：ARISE（観月絵里）
- 聖剣伝説 VISIONS of MANA（レイン）
- BLUE PROTOCOL（シアナ）

### 吹き替え

#### 映画
- アリー/ スター誕生（2019年、プレゼンター[58]）
- マッドマックス 怒りのデス・ロード（2019年、フラジール〈コートニー・イートン〉[59]）※ザ・シネマ版
- アドベンチャー・オブ・アラジン（2019年、ナヴィーナ〈ナヤ・アボウ・モーサ〉）

#### アニメ
- ブレイベスト・ウォリアーズ（2019年、プラム[60]）
- キポとワンダービーストの冒険（2020年、キポ）
- 時光代理人 -LINK CLICK-（2022年、学生）

### テレビ番組
- 釣りはじめます!シーズン2 #64 福島編（2018年1月21日、釣りビジョン）[61]
- SUN AUDITION 〜君の声優ストーリーをつくろう!〜（2022年、番組MC）

### インターネットテレビ
- #ヨシオカとホンイズミ（2021年5月1日 -、YouTube）[62]

### ラジオ
※はインターネット配信。
- 伊達朱里紗・本泉莉奈のMIXボイスガレッジ（2017年 - 2018年、ニコニコ生放送※）[63]
- プランダラジオ（2020年、音泉※）[64]
- やくならマグカップも〜織部学園放送室〜（2021年 - 、CBCラジオ）[65]
- 超!A&G+マンスリースペシャル 本泉莉奈の錆猫と私（2021年、超!A&G+※）[66]

### デジタルコミック
- ボーイフレンド（2019年、宇佐美沙良）
- ラピスリライツ 私たちのPrelude（前奏曲）（2020年、ナデシコ）
- キミと結婚なんかしない!（2021年、お母さん[67]）
- 女装男子はスカートを脱ぎたい!（2024年、八木々谷珠子[68]）

### オーディオブック
- GJ部（皇紫音）
  - 1巻（2019年[69]）
  - ◎巻（2020年[70]）
  - ういーくりー（2022年[71]）
- 異世界修学旅行（2020年、陣内綾 他[72]）
- 元将軍のアンデッドナイト（2020年、フィオナ＋オーレリア[73]）
- 九十九の空傘（2021年、カタナ 他[74]）
- ケモノガリ（2021年、貴島あやな[75]）
- ふぉーくーるあふたー（2021年、星上陽奈[76]）
- 負けヒロインが多すぎる!（2023年、八奈見杏菜[77]）

### CM
- ファミ通文庫
  - 2019年4月 「賢者の孫」アニメ放送決定（シシリー）[78]
  - 2019年3月 新刊ラインナップ[79]
  - 2019年5月 「やがてうたわれる運命の、ぼくと殲姫の反逆譚」[80]

### 舞台・朗読劇
- 弘兼憲史 オーディオコミックシアター「黄昏流星群」（2018年9月19日、eplus LIVING ROOM CAFE＆DINING）
- 朗読劇「スマホを落としただけなのに 戦慄するメガロポリス」（2021年3月8日・11日、博品館劇場）粟野有希（8日）、松田美乃里（11日） 役[81]
- READPIA 朗読劇「モノクロの空に虹を架けよう」第一夜（2021年5月10日、オンライン配信）彩 役[82]
- 朗読劇「天上の虹」壬申の乱編（2025年7月27日〈予定〉、あうるすぽっと） - 鵜野讃良皇女 役[83]

### ライブ・イベント
- HUGっと!プリキュアLIVE2018 ライブ・フォー・ユー!!（2018年7月29日、品川ステラボール）[84]
- プロセカ 2nd Anniversary 感謝祭（2022年9月23日 - 24日、立川ステージガーデン）[85]
- ウマ娘 プリティーダービー 5th EVENT ARENA TOUR GO BEYOND -WISH-（2023年7月16日、ぴあアリーナMM）[86]※シークレットゲスト
- プロジェクトセカイ 3rd Anniversary 感謝祭（2023年9月16日 - 17日、TOKYO DOME CITY HALL）[87]
- ファンイベント『ヨシオカとホンイズミ〜はじめてのリアルイベント〜』の開催（2024年5月26日 シダックスカルチャーホール）[88]
- キラッとプリ☆チャン スペースシップアドベンチャー（2024年7月21日、大宮ソニックシティ）[89]
- プロジェクトセカイ 4th Anniversary 感謝祭（2024年9月28日、横浜BUNTAI）[90]
- プロジェクトセカイ セカイシンフォニー2025（2025年6月15日、パシフィコ横浜 国立大ホール）（2025年11月30日、大阪国際会議場メインホール（グランキューブ大阪））

### その他コンテンツ
- うちで体操しよう〜Let's exercise On The Inside〜 -Ver.5-（2020年、号令[91]）
- プロジェクトセカイ カラフルステージ! feat. 初音ミク ボイスドラマ（2020年 - 2022年、日野森雫） - 3シリーズ[一覧 14]
- ハイスクール！ キラッとプリ☆チャン（2024年、銀河さだめ[92]）
- つばめアルペン PV（2023年、藤井つばめ[93]）
- ウマ娘 プリティーダービー 新時代の扉 オーディオドラマ「また星は巡る」（2025年、泉本奈々）

## ディスコグラフィ

### キャラクターソング
| 発売日   | 商品名                                                                                        | 歌 | 楽曲 | 備考                                                                                          |
| 2018年   | 2018年                                                                                        | 2018年 | 2018年 | 2018年                                                                                        |
| -------- | --------------------------------------------------------------------------------------------- | --- | --- | --------------------------------------------------------------------------------------------- |
| 3月7日   | We can!! HUGっと！プリキュア/HUGっと！未来☆ドリーマー                                         | キュアエール（引坂理絵）、キュアアンジュ（本泉莉奈）、キュアエトワール（小倉唯）                                                           | 「HUGっと！未来☆ドリーマー」 | テレビアニメ『HUGっと！プリキュア』エンディングテーマ                                         |
| 5月23日  | HUGっと！プリキュア キャラクターシングル                                                      | キュアアンジュ（本泉莉奈） | 「イマージュの翼」 | テレビアニメ『HUGっと！プリキュア』関連曲                                                     |
| 7月4日   | HUGっと！プリキュア ボーカルアルバム パワフル♥エール                                          | 薬師寺さあや（本泉莉奈）、輝木ほまれ（小倉唯）                                                                                             | 「トモダチという奇跡」 | テレビアニメ『HUGっと！プリキュア』関連曲                                                     |
| 7月4日   | HUGっと！プリキュア ボーカルアルバム パワフル♥エール                                          | キュアエール（引坂理絵）、キュアアンジュ（本泉莉奈）、キュアエトワール（小倉唯）                                                           | 「ZUTTO 在る ココに」 | テレビアニメ『HUGっと！プリキュア』関連曲                                                     |
| 7月4日   | HUGっと！プリキュア ボーカルアルバム パワフル♥エール                                          | キュアエール（引坂理絵）、キュアアンジュ（本泉莉奈）、キュアエトワール（小倉唯）、キュアマシェリ（田村奈央）、キュアアムール（田村ゆかり） | 「HUGっと！未来☆ドリーマー（5 PRECURE Ver.）」                                                                                      | テレビアニメ『HUGっと！プリキュア』関連曲                                                     |
| 8月22日  | HUGっと！YELL FOR YOU                                                                         | キュアエール（引坂理絵）、キュアアンジュ（本泉莉奈）、キュアエトワール（小倉唯）、キュアマシェリ（田村奈央）、キュアアムール（田村ゆかり） | 「HUGっと！YELL FOR YOU」 | テレビアニメ『HUGっと！プリキュア』エンディングテーマ                                         |
| 2019年   |                                                                                               | | |                                                                                               |
| 1月16日  | HUGっと！プリキュア ベストアルバム Cheerful Songs Best                                        | 野乃はな（引坂理絵）、薬師寺さあや（本泉莉奈）、輝木ほまれ（小倉唯）、愛崎えみる（田村奈央）、ルールー・アムール（田村ゆかり）             | 「キミとともだち（One For All, All For One Ver.）」                                                                                 | テレビアニメ『HUGっと！プリキュア』挿入歌                                                     |
| 2020年   |                                                                                               | | |                                                                                               |
| 2月5日   | START the MAGIC HOUR                                                                          | この花は乙女 | 「いのち短し、繚乱乙女」 「私の初恋をこの花に捧ぐ」                                                                                 | ゲーム『ラピスリライツ 〜この世界のアイドルは魔法が使える〜』関連曲                           |
| 2月12日  | Countless days                                                                                | 陽菜（本泉莉奈） | 「Countless days」 | テレビアニメ『プランダラ』エンディングテーマ                                                  |
| 2月12日  | Countless days                                                                                | 陽菜（本泉莉奈） | 「eternal」 | テレビアニメ『プランダラ』関連曲                                                              |
| 4月29日  | 百華繚乱 弐                                                                                   | 燭台切光忠（白城なお）、千子村正（前田佳織里）、鶴丸国永（本泉莉奈）                                                                       | 「胸キュンサマーにCheck In, Please♪」                                                                                               | ゲーム『天華百剣 -斬-』関連曲                                                                 |
| 5月27日  | Never Let You Go!/プラスマイナスゼロの法則                                                    | 新越谷高校女子野球部 | 「プラスマイナスゼロの法則」 | テレビアニメ『球詠』エンディングテーマ                                                        |
| 5月27日  | Never Let You Go!/プラスマイナスゼロの法則                                                    | 大村白菊（本泉莉奈） | 「プラスマイナスゼロの法則」 | テレビアニメ『球詠』関連曲                                                                    |
| 5月27日  | Reason of Life                                                                                | 陽菜（本泉莉奈）、リィン（小澤亜李）、ナナ（伊藤静）                                                                                       | 「Reason of Life」 | テレビアニメ『プランダラ』エンディングテーマ                                                  |
| 5月27日  | Reason of Life                                                                                | 陽菜（本泉莉奈） | 「Reason of Life」 | テレビアニメ『プランダラ』関連曲                                                              |
| 7月8日   | 私たちのSTARTRAIL/プラネタリウム                                                              | ラピスリライツ・スターズ | 「私たちのSTARTRAIL」 | テレビアニメ『Lapis Re:LiGHTs』オープニングテーマ                                             |
| 12月23日 | SKY FULL of MAGIC                                                                             | この花は乙女 | 「からくれ*ナイトフィーバー」 | テレビアニメ『Lapis Re:LiGHTs』挿入歌                                                         |
| 12月23日 | SKY FULL of MAGIC                                                                             | この花は乙女 | 「アステリズム」 | 『ラピスリライツ 〜この世界のアイドルは魔法が使える〜』関連曲                                 |
| 12月23日 | SKY FULL of MAGIC                                                                             | ラピスリライツ・スターズ | 「私の名は、光。」 | 『ラピスリライツ 〜この世界のアイドルは魔法が使える〜』関連曲                                 |
| 2021年   |                                                                                               | | |                                                                                               |
| 4月21日  | 扉を開けたら                                                                                  | MUG-MO | 「扉を開けたら」 | テレビアニメ『やくならマグカップも』オープニングテーマ                                        |
| 4月21日  | 扉を開けたら                                                                                  | MUG-MO | 「Let's try it!!」 「扉を開けたら 〜MUG-MO全員ver.〜」                                                                              | テレビアニメ『やくならマグカップも』関連曲                                                    |
| 6月8日   | 扉を開けたら（青木十子 ver.）                                                                 | 青木十子（本泉莉奈） | 「扉を開けたら」 | テレビアニメ『やくならマグカップも』関連曲                                                    |
| 6月23日  | アイドル新鋭隊/モア!ジャンプ!モア!                                                            | MORE MORE JUMP!、初音ミク | 「アイドル新鋭隊」 「モア！ジャンプ！モア！」                                                                                       | ゲーム『プロジェクトセカイ カラフルステージ！ feat. 初音ミク』関連曲                          |
| 10月6日  | 夢中の先へ                                                                                    | MUG-MO | 「夢中の先へ」 | テレビアニメ『やくならマグカップも 二番窯』オープニングテーマ                                 |
| 10月6日  | 夢中の先へ                                                                                    | MUG-MO | 「君のそばに」 「夢中の先へ 〜MUG-MO全員ver.〜」                                                                                    | テレビアニメ『やくならマグカップも 二番窯』関連曲                                             |
| 11月3日  | 夢中の先へ（青木十子ver.）                                                                    | 青木十子（本泉莉奈） | 「夢中の先へ」 | テレビアニメ『やくならマグカップも 二番窯』関連曲                                             |
| 12月15日 | Color of Drops/天使のクローバー                                                               | MORE MORE JUMP!、巡音ルカ | 「Color of Drops」 | ゲーム『プロジェクトセカイ カラフルステージ！ feat. 初音ミク』関連曲                          |
| 12月15日 | Color of Drops/天使のクローバー                                                               | MORE MORE JUMP!、鏡音リン | 「天使のクローバー」 | ゲーム『プロジェクトセカイ カラフルステージ！ feat. 初音ミク』関連曲                          |
| 2022年   |                                                                                               | | |                                                                                               |
| 3月2日   | MORE MORE JUMP! SEKAI ALBUM vol.1                                                             | MORE MORE JUMP! | 「ハッピーシンセサイザ」 | ゲーム『プロジェクトセカイ カラフルステージ！ feat. 初音ミク』関連曲                          |
| 3月2日   | MORE MORE JUMP! SEKAI ALBUM vol.1                                                             | MORE MORE JUMP!、初音ミク | 「ツギハギスタッカート」 「ロミオとシンデレラ」                                                                                     | ゲーム『プロジェクトセカイ カラフルステージ！ feat. 初音ミク』関連曲                          |
| 3月2日   | MORE MORE JUMP! SEKAI ALBUM vol.1                                                             | MORE MORE JUMP!、MEIKO | 「Nostalogic」 | ゲーム『プロジェクトセカイ カラフルステージ！ feat. 初音ミク』関連曲                          |
| 3月2日   | MORE MORE JUMP! SEKAI ALBUM vol.1                                                             | MORE MORE JUMP!、初音ミク | 「ビバハピ」 「メルティランドナイトメア」                                                                                           | ゲーム『プロジェクトセカイ カラフルステージ！ feat. 初音ミク』関連曲                          |
| 3月2日   | MORE MORE JUMP! SEKAI ALBUM vol.1                                                             | MORE MORE JUMP!、初音ミク | 「ミルククラウン・オン・ソーネチカ」                                                                                                | ゲーム『プロジェクトセカイ カラフルステージ！ feat. 初音ミク』関連曲                          |
| 3月2日   | MORE MORE JUMP! SEKAI ALBUM vol.1                                                             | MORE MORE JUMP!、巡音ルカ | 「どりーみんチュチュ」 | ゲーム『プロジェクトセカイ カラフルステージ！ feat. 初音ミク』関連曲                          |
| 3月2日   | MORE MORE JUMP! SEKAI ALBUM vol.1                                                             | MORE MORE JUMP!、巡音ルカ | 「地球最後の告白を」 | ゲーム『プロジェクトセカイ カラフルステージ！ feat. 初音ミク』関連曲                          |
| 10月26日 | Everlasting Magic                                                                             | この花は乙女 | 「夕涼みの花影」 | ゲーム『ラピスリライツ 〜この世界のアイドルは魔法が使える〜』関連曲                           |
| 2023年   |                                                                                               | | |                                                                                               |
| 1月18日  | アイノマテリアル/アイスドロップ                                                               | MORE MORE JUMP!、MEIKO | 「アイノマテリアル」 | ゲーム『プロジェクトセカイ カラフルステージ！ feat. 初音ミク』関連曲                          |
| 1月18日  | アイノマテリアル/アイスドロップ                                                               | MORE MORE JUMP!、鏡音レン | 「アイスドロップ」 | ゲーム『プロジェクトセカイ カラフルステージ！ feat. 初音ミク』関連曲                          |
| 4月28日  | Be The MUSIC!                                                                                 | 「All Music MIKUdemy」一同 | 「Be The MUSIC!」 | ゲーム『プロジェクトセカイ カラフルステージ！ feat. 初音ミク』関連曲                          |
| 5月10日  | ワールドワイドワンダー/メタモリボン                                                           | MORE MORE JUMP!、KAITO | 「ワールドワイドワンダー」 | ゲーム『プロジェクトセカイ カラフルステージ！ feat. 初音ミク』関連曲                          |
| 5月10日  | ワールドワイドワンダー/メタモリボン                                                           | MORE MORE JUMP!、鏡音リン | 「メタモリボン」 | ゲーム『プロジェクトセカイ カラフルステージ！ feat. 初音ミク』関連曲                          |
| 7月19日  | イフ/パラソルサイダー                                                                         | MORE MORE JUMP!、初音ミク | 「イフ」 | ゲーム『プロジェクトセカイ カラフルステージ！ feat. 初音ミク』関連曲                          |
| 7月19日  | イフ/パラソルサイダー                                                                         | MORE MORE JUMP!、巡音ルカ | 「パラソルサイダー」 | ゲーム『プロジェクトセカイ カラフルステージ！ feat. 初音ミク』関連曲                          |
| 9月13日  | DREAM PLACE/フロート・プランナー                                                              | MORE MORE JUMP!、MEIKO | 「DREAM PLACE」 | ゲーム『プロジェクトセカイ カラフルステージ！ feat. 初音ミク』関連曲                          |
| 9月13日  | DREAM PLACE/フロート・プランナー                                                              | MORE MORE JUMP!、鏡音リン | 「フロート・プランナー」 | ゲーム『プロジェクトセカイ カラフルステージ！ feat. 初音ミク』関連曲                          |
| 12月6日  | 私は、私達は/ももいろの鍵                                                                     | MORE MORE JUMP!、鏡音レン | 「私は、私達は」 | ゲーム『プロジェクトセカイ カラフルステージ！ feat. 初音ミク』関連曲                          |
| 12月6日  | 私は、私達は/ももいろの鍵                                                                     | MORE MORE JUMP!、巡音ルカ | 「ももいろの鍵」 | ゲーム『プロジェクトセカイ カラフルステージ！ feat. 初音ミク』関連曲                          |
| 2024年   |                                                                                               | | |                                                                                               |
| 2月7日   | MORE MORE JUMP! SEKAI ALBUM vol.2                                                             | MORE MORE JUMP!、鏡音リン | 「Happy Halloween」 「Booo! 」 | ゲーム『プロジェクトセカイ カラフルステージ！ feat. 初音ミク』関連曲                          |
| 2月7日   | MORE MORE JUMP! SEKAI ALBUM vol.2                                                             | MORE MORE JUMP!、初音ミク | 「からくりピエロ」 「心予報」 「ヴァンパイア」 「気まぐれメルシィ」 「深海少女」                                                    | ゲーム『プロジェクトセカイ カラフルステージ！ feat. 初音ミク』関連曲                          |
| 2月7日   | MORE MORE JUMP! SEKAI ALBUM vol.2                                                             | MORE MORE JUMP!、初音ミク | 「少女レイ」 | ゲーム『プロジェクトセカイ カラフルステージ！ feat. 初音ミク』関連曲                          |
| 5月15日  | チームメイト/はぐ                                                                             | MORE MORE JUMP!、鏡音レン | 「チームメイト」 「はぐ」 | ゲーム『プロジェクトセカイ カラフルステージ！ feat. 初音ミク』関連曲                          |
| 6月19日  | プロジェクトセカイ カラフルステージ！ feat. 初音ミク アナザーボーカルアルバム MORE MORE JUMP! | MORE MORE JUMP! | 「ハッピーシンセサイザ」 | ゲーム『プロジェクトセカイ カラフルステージ！ feat. 初音ミク』関連曲                          |
| 6月19日  | プロジェクトセカイ カラフルステージ！ feat. 初音ミク アナザーボーカルアルバム MORE MORE JUMP! | 日野森雫（本泉莉奈） | 「Nostalogic」 「Color of Drops」 「ミルククラウン・オン・ソーネチカ」 「どりーみんチュチュ」 「夜に駆ける」 「ロミオとシンデレラ」 | ゲーム『プロジェクトセカイ カラフルステージ！ feat. 初音ミク』関連曲                          |
| 10月16日 | MOTTO!!!/JUMPIN’ OVER !                                                                       | MORE MORE JUMP!、初音ミク | 「MOTTO!!!」 「JUMPIN’ OVER !」 | ゲーム『プロジェクトセカイ カラフルステージ！ feat. 初音ミク』関連曲                          |
| 2025年   |                                                                                               | | |                                                                                               |
| 1月17日  | FUN!!                                                                                         | MORE MORE JUMP! | 「FUN!!」 | 劇場アニメ『劇場版プロジェクトセカイ 壊れたセカイと歌えないミク』アフターライブ歌唱楽曲       |
| 1月30日  | Worlders                                                                                      | バーチャル・シンガー、Leo/need、MORE MORE JUMP!、Vivid BAD SQUAD、ワンダーランズ×ショウタイム、25時、ナイトコードで。                      | 「Worlders」 | 劇場アニメ『劇場版プロジェクトセカイ 壊れたセカイと歌えないミク』エンディングテーマ           |
| 2月21日  | 群青讃歌（劇場版プロジェクトセカイver.）                                                      | Leo/need、MORE MORE JUMP!、Vivid BAD SQUAD、ワンダーランズ×ショウタイム、25時、ナイトコードで。                                            | 「群青讃歌（劇場版プロジェクトセカイver.）」                                                                                        | 劇場アニメ『劇場版プロジェクトセカイ 壊れたセカイと歌えないミク』挿入歌                       |
| 3月31日  | 我らステインバスターズ！                                                                      | MORE MORE JUMP!、初音ミク、鏡音リン | 「我らステインバスターズ！」 | サンスター『オーラツー』×『プロジェクトセカイ カラフルステージ！ feat. 初音ミク』コラボ楽曲   |
| 3月31日  | 青色絵具                                                                                      | 日野森志歩（中島由貴）、日野森雫（本泉莉奈）、初音ミク                                                                                     | 「青色絵具」 | 日清食品『カップヌードル』×『プロジェクトセカイ カラフルステージ！ feat. 初音ミク』コラボ楽曲 |
| 4月2日   | Supernova/キラー                                                                              | MORE MORE JUMP!、KAITO | 「Supernova」 | ゲーム『プロジェクトセカイ カラフルステージ！ feat. 初音ミク』関連曲                          |
| 4月2日   | Supernova/キラー                                                                              | MORE MORE JUMP!、鏡音リン | 「キラー」 | ゲーム『プロジェクトセカイ カラフルステージ！ feat. 初音ミク』関連曲                          |
| 6月11日  | MORE MORE JUMP! SEKAI ALBUM vol.3                                                             | MORE MORE JUMP!、MEIKO | 「きゅうくらりん」 「くうになる」                                                                                                   | ゲーム『プロジェクトセカイ カラフルステージ！ feat. 初音ミク』関連曲                          |
| 6月11日  | MORE MORE JUMP! SEKAI ALBUM vol.3                                                             | MORE MORE JUMP!、初音ミク | 「白い雪のプリンセスは」 「さよならプリンセス」 「flos」 「だめにんげんだ!」 「キャットフード」                                     | ゲーム『プロジェクトセカイ カラフルステージ！ feat. 初音ミク』関連曲                          |
| 6月11日  | MORE MORE JUMP! SEKAI ALBUM vol.3                                                             | MORE MORE JUMP!、鏡音リン | 「メランコリック」 「ポッピンキャンディ☆フィーバー！」                                                                              | ゲーム『プロジェクトセカイ カラフルステージ！ feat. 初音ミク』関連曲                          |
| 6月11日  | MORE MORE JUMP! SEKAI ALBUM vol.3                                                             | MORE MORE JUMP!、KAITO | 「悪役にキスシーンを」 | ゲーム『プロジェクトセカイ カラフルステージ！ feat. 初音ミク』関連曲                          |
| 6月11日  | MORE MORE JUMP! SEKAI ALBUM vol.3                                                             | MORE MORE JUMP!、巡音ルカ | 「如月アテンション」 | ゲーム『プロジェクトセカイ カラフルステージ！ feat. 初音ミク』関連曲                          |

### 歌手参加作品
| 発売日（初公開日） | 商品名 | 歌                 | 楽曲          | 備考                                                          |
| ------------------ | ------ | ------------------ | ------------- | ------------------------------------------------------------- |
| 2021年2月16日      | -      | 本泉莉奈           | 「Blue Dawn」 | ゲーム『BLAZBLUE ALTERNATIVE DARKWAR』オープニングテーマ      |
| 2023年4月29日      | -      | 吉岡茉祐、本泉莉奈 | 「フォニイ」  | YouTubeチャンネル「ヨシオカとホンイズミ」で公開されたカバー曲 |